# Peugeot L76
 (septembre 2014).
Si vous disposez d'ouvrages ou d'articles de référence ou si vous connaissez des sites web de qualité traitant du thème abordé ici, merci de compléter l'article en donnant les références utiles à sa vérifiabilité et en les liant à la section « Notes et références ».
La Peugeot L76 (ainsi que ses dérivées L56 (ou EX3)  et L45 en cylindrées 5,6 et 4.5L, et L3 en cylindrée voiturette 3L) était la voiture de compétition en formule libre du constructeur automobile Peugeot durant les années 1910 (pour l'écurie d'usine Lion-Peugeot, en France). Après les succès de Renault aux USA entre 1903 et 1908, Peugeot s'imposa à son tour avec ce modèle dans les courses américaines entre 1913 et 1919.

## Description
Premier véhicule au monde doté d'un double arbre à cames en tête (avec un couple conique à chaque extrémité) combiné à un moteur -économe et léger, moins volumineux avec un centre de gravité abaissé- de quatre soupapes (à commande desmodromique) par cylindre (avec un vilebrequin porté par des roulements à billes) ayant une culasse hémisphérique à bougies au centre de combustion intégrée, la L76 (L pour Lion, et 76 pour sa cylindrée initiale) est due essentiellement au coup de crayon de l'ingénieur suisse Ernest Henry, avec la participation de Georges Boillot, Jules Goux et Paolo Zuccarelli (Les Charlatans). En 1913 apparaissent les évolutions 5,6L. et 3L.; la commande de distribution -jusqu’alors par arbre et couples coniques- est modifiée en une cascade de pignons. L'ajout d'un carter sec modifie la lubrification.
Sous diverses déclinaisons de motorisation, elle remporte lors des années 1910 deux titres Champ Car AAA pilotes (1916 et 1919), trois éditions des  500 miles d'Indianapolis (1913, 1916 et 1919 -la dernière fois sur une voiture de 5 ans d'âge déjà-, pour une pole position en 1916
et un total de six podiums), deux Grand Prix de l'A.C.F. (1912 et 1913), deux Grand Prix des USA (1915 et 1916), deux Coupe Vanderbilt (1915 et 1916), l'Harvest Auto Racing Classic (en) 1916, et une Coupe de la Sarthe (1912). En 1916 elle remporte tous les Grand Prix proposés (aux USA), durant cette saison en guerre.
Divers constructeurs américains s'inspirèrent de la conception de son moteur ultérieurement en course, à l'image de Offenhauser (lui-même acquéreur) dont les blocs moteurs sans culasse permettaient une augmentation de pression en chambre de combustion. L'importateur Peugeot pour les États-Unis était Alphonse Kaufman, qui fournit en véhicules nombre de pilotes US, d'autant plus que le rapatriement des exemplaires importés était rendu impossible en Europe par le premier conflit mondial.

## Palmarès
Pilotes français:

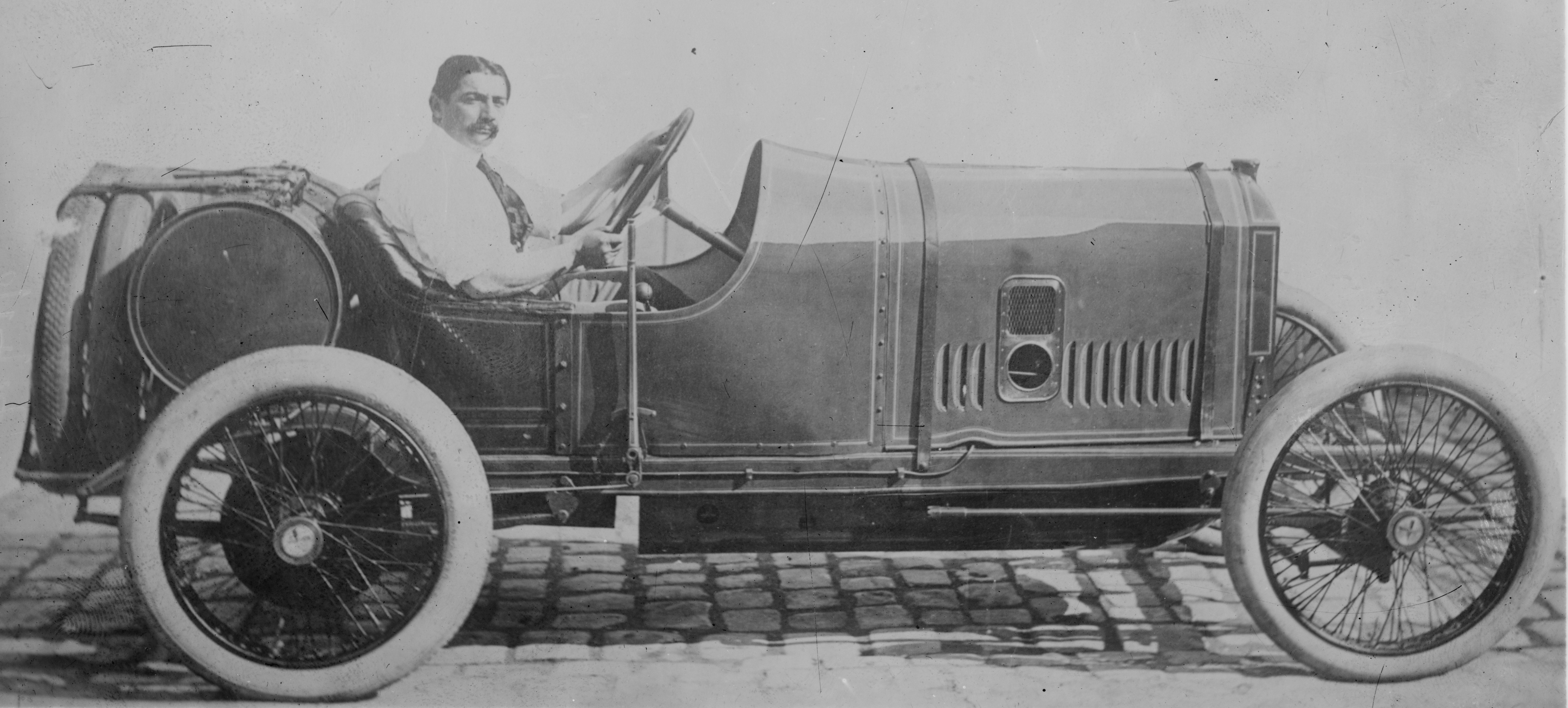
Georges Boillot aux États-Unis en 1914 (ici sur dérivée EX3 à dos non encore caréné).

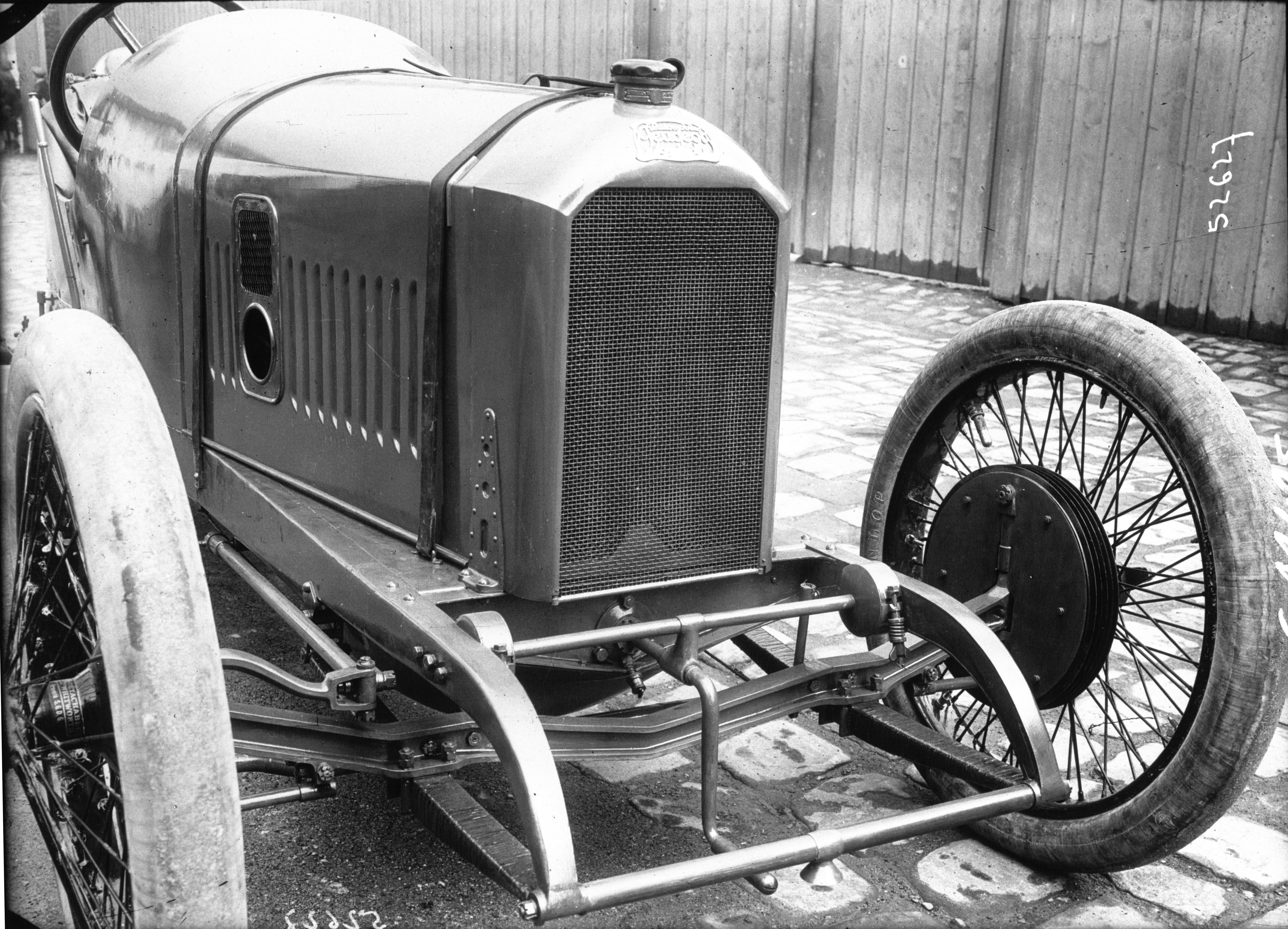
La même de face...

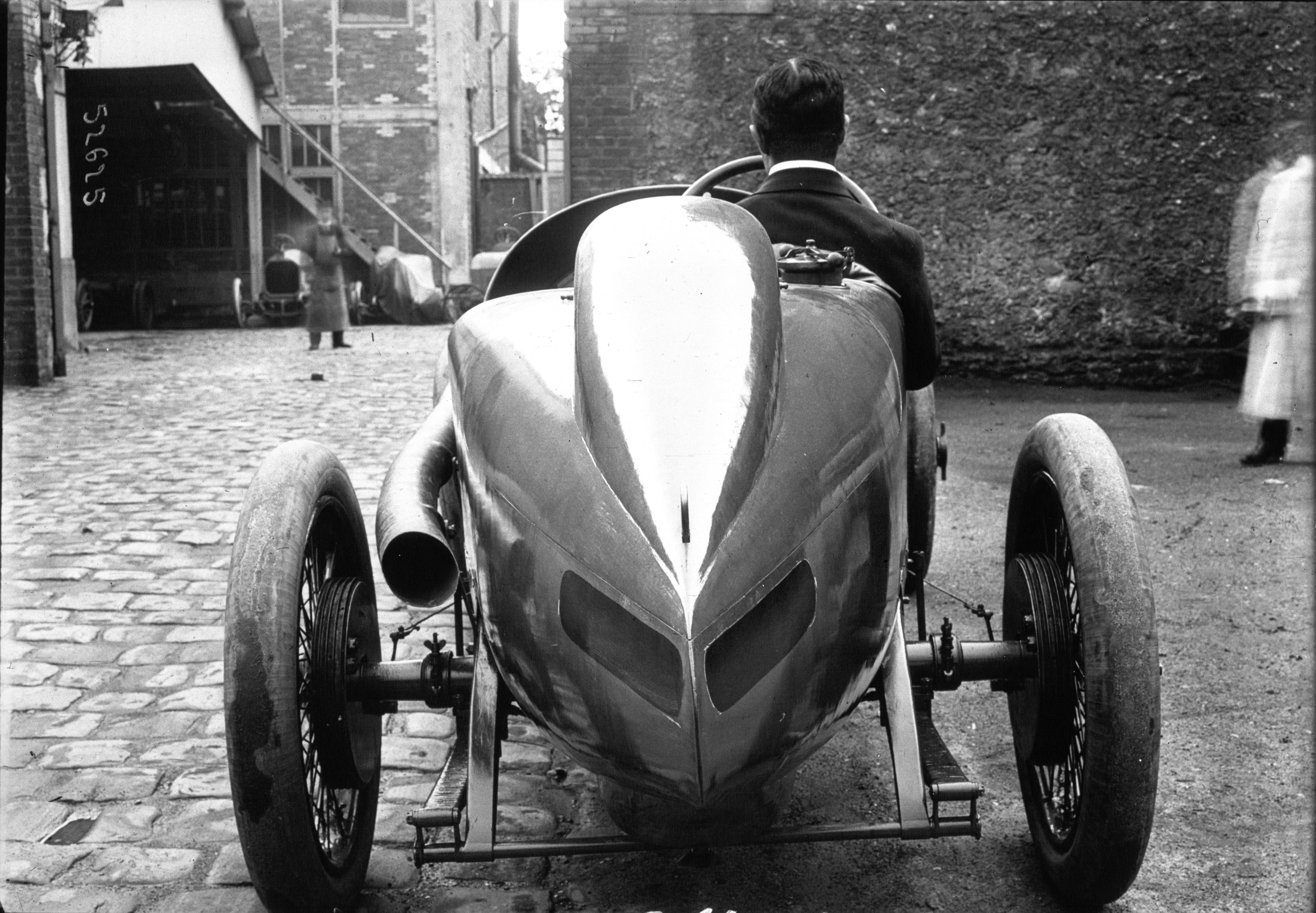
...et de dos (en carène de course).

- Jules Goux (entre 1912 et 1920, 2e Champ Car AAA 1916);
- Georges Boillot (entre 1912 et 1914);
- Paolo Zuccarelli (en 1912 et 1913);
- Arthur Duray (en 1914 et 1915);
- André Boillot (en 1919 et 1920).

Pilotes américains:

- Howdy Wilcox (en 1916, puis 1919 à 1922, Champ Car AAA 1919);
- Dario Resta (en 1915, 1916, et 1918 ("Resta Special"), Champ Car AAA 1916 et 2e 1915);
- Johnny Aitken (en 1915 et 1916, 2e Champ Car AAA 1916);
- Ralph DePalma (en 1916; hors Peugeot  Champ Car AAA 1912 et 1914 et 4e 1916);
- Eddie Rickenbacker (en 1916, 3e Champ Car AAA 1916);
- Charlie Mertz (en 1916; hors Peugeot 2e Champ Car AAA 1911);
- Ralph Mulford (entre 1914 et 1917, 5e Champ Car AAA 1914; hors Peugeot Champ Car AAA 1911 et 1918);
- Art Klein (en 1919 et 1920);
- Ray Howard (en 1919 et 1920);
- Bob Burman (entre 1914 et 1916, décédé cette année-là à Corona, Barney Oldfield décidant alors de créer un véhicule à cockpit enclos, la Golden Submarine (en));
- Paul Harvey (en 1919);
- Andy Burt (en 1917, sponsort Erbes);
- Jack Gable (en 1916);
- Barney Oldfield (en 1915; hors Peugeot Champ Car AAA 1903 et 1905);
- Fred McCarthy (en 1915) ;
- George Babcock (en 1915);
- Jack LeCain (en 1915, disqualifié à Indianapolis car... "trop de véhicules Peugeot"[2]!);
- Frank Galvin (en 1915);
- Mel Stringer (en 1914);
- Armour Ferguson (en 1913, 16e Champ Car AAA 1913).

## Victoires françaises

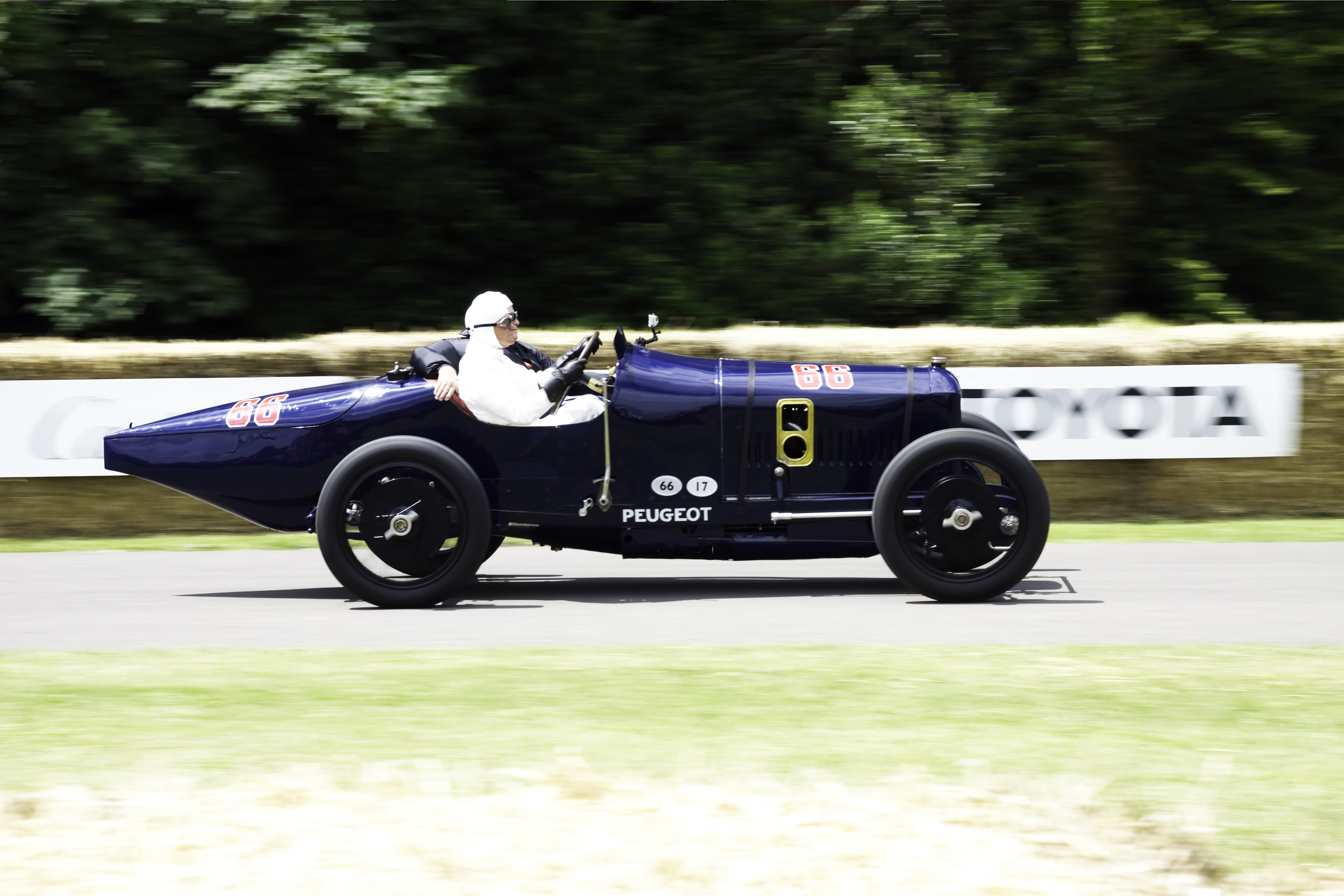
Une Peugeot L45, toujours de 1914.

- Course de côte du Mont Ventoux 1910 (modèle précédent 33 hp), 1912 et 1913 (Boillot, deux temps records jusqu'en 1925);
- Meeting (Coupe) d'Ostende 1911 (Goux sur le modèle précédent; 2e Zuccarelli);
- Grand Prix de l'A.C.F. 1912 (Boillot, 2e Goux);
- Coupe de la Sarthe 1912, au Mans (Goux; 2e Zuccarelli; meilleur temps Boillot);
- Coupe de la Sarthe Voiturettes 1912, ou Ier Grand Prix de France des Voiturettes (Zuccarelli, durant la même épreuve que la Coupe citée supra);
- Course de côte du Val Suzon (Dijon) (Goux);
- Circuit de Provence 1913 (Boillot);
- Grand Prix de l'A.C.F. 1913 (Boillot);
- Coupe de l'Auto 1913 (Boillot) (L3);
- Meeting de Boulogne-sur-Mer (VIIe Coupe des Voiturettes) 1913 (Boillot, 2e Goux, meilleur temps) (L3);
- Course de côte de Laval (La Flèche) par l'A.C. de la Sarthe (500 m) 1913 (Boillot);
- Course de côte de Mont Lombert (Boulogne-sur-Mer) (300 m) 1914 (Boillot);
- Course de côte de Colembert-La Chapelle (7 km) 1914 (Boillot);
- Course de côte de Pont de Bainethun (Boulogne-sur-Mer) 1914 (Boillot);

## Victoires américaines en Champ Car AAA
(24 victoires avec 7 pilotes, dont 8 pour Resta et 6 pour Aitken; en 1916 10 des 15 épreuves sont remportées par des Peugeot, entre Resta (5) et Aitken (5).)
- International 500 Mile Sweepstakes 1913 (Indy 500) (Goux, 804,5 km à 122,155 km/h de moyenne);
- Galveston Race 2 1913 (Ferguson);
- Galveston Race 1 1914 (Mulford);
- Galveston Race 2 1914 (Mulford);
- Galveston Race 3 1914 (Mulford);
- Kalamazoo Race 1914 (Burman);
  - 2e International 500 Mile Sweepstakes 1914 (Duray);
- American Grand Prize 1915 (Resta);
- William K. Vanderbilt Cup 1915 (Resta);
- Southern Sweepstakes Road Race 1915 (Burman);
  - 2e International 500 Mile Sweepstakes 1915 (Resta);
- Chicago Race 1915 (Resta);
- Burlington Race 1915 (Burman);
- Challenge Chicago Cup Match Race 1915 (Resta);
- Harkness Gold Medal Race (en) 1915 (Resta);
- International 300 Mile Sweepstakes 1916 (Indy 300) (Resta; pole position Aitken);
- Chicago Race 1 1916 (Resta);
- Omaha Race 1916 (Resta);
- (1st) International Sweepstakes 1916 (Aitken);
- Harvest Auto Classic 1916 (Aitken);
- Coupe Astor 1916 (Aitken);
- Grand American Auto Race 1916 (Resta; doublé avec Aitken);
- Harkness Trophy Race (en) 1916 (Aitken);
- William K. Vanderbilt Cup 1916 (Resta);
- American Grand Prize 1916 (Wilcox et Aitken);
- Liberty 500 Mile Sweepstakes 1919 (Indy 500) (Wilcox, 3e Goux);

## Hors championnat AAA
(8 victoires)
- Coney Island Cup 1916 (Aitken);
- Queens Cup 1916 (Mulford):
- Speedway Grand Prix 1916 (Resta);
- Harvest Auto Classic (en) 1916 (Aitken - 20, 50 et 100 miles);
- Sheepshead Bay (Brooklyn) 1918 (Resta);
- Beverly Hills Heat 1 1920 (Art Klein).

## Records
- 1913 : record du monde du demi-mile départ lancé (177 km/h, sur le circuit de Brooklands (premier anneau de vitesse permanent au monde destiné à la course automobile) par Jules Goux, avec le véhicule qui le rendit peu de temps après victorieux à Indianapolis (en parcourant alors également 160 miles et 307 yards en 60 minutes à 170,94 km/h, record du monde de l'heure).

- Le 11 novembre 2017, une Peugeot L45 Grand Prix châssis n°1, qui participé aux 500 Miles d'Indianapolis en 1916, est adjugée 7 260 000 $ lors d'une vente aux enchères Bonhams à Los Angeles[3]. Elle est ainsi la plus chère des Peugeot.

## Victoires ultérieures de Peugeot
- Targa Florio 1919 (Boillot sur L25 (EXS); 3e en 1925).

## Bibliographie

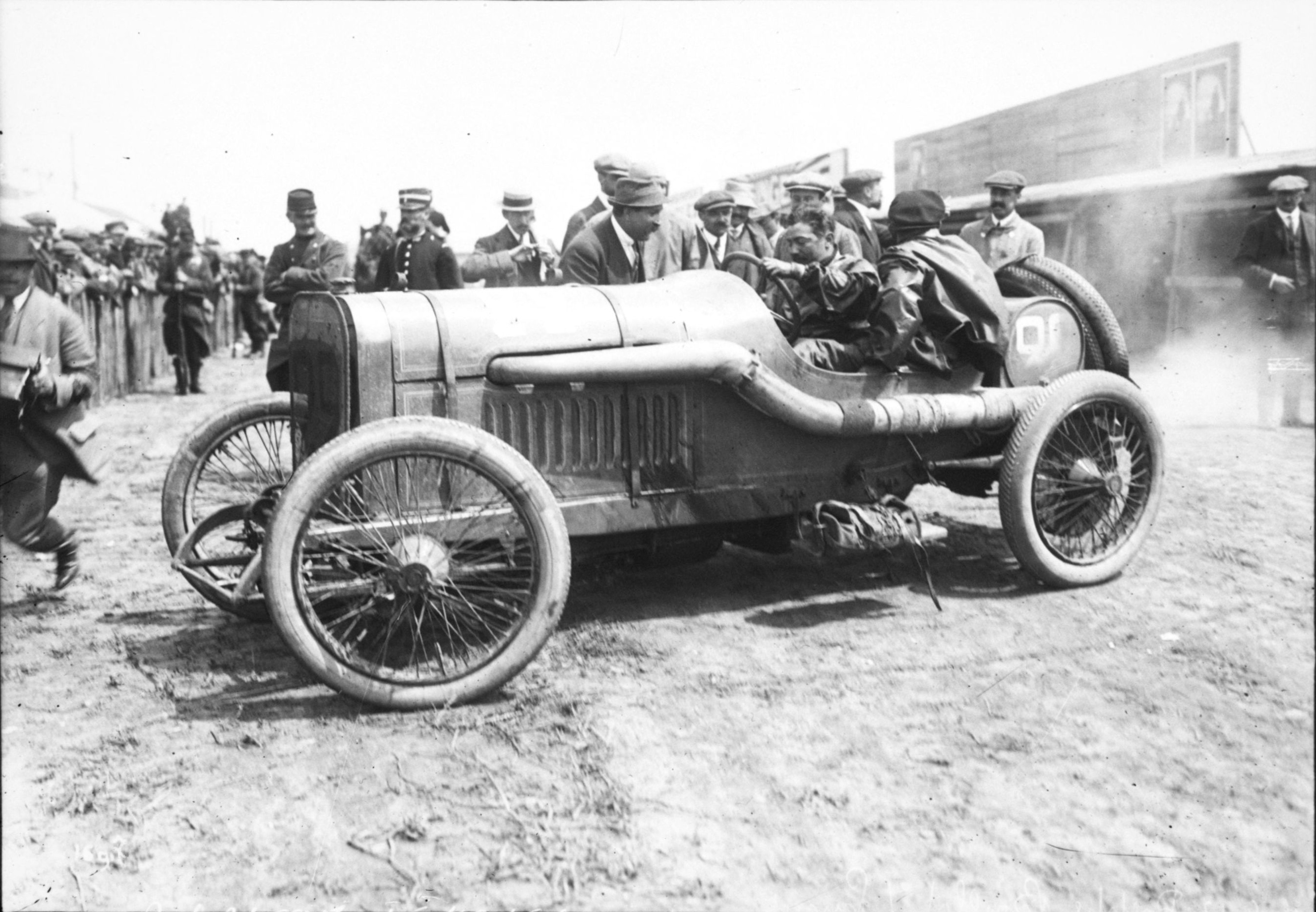
G. Boillot vainqueur du GP de France 1912.